# Султан-Кули Кутб-шах
Султан-Кули («Раб Султана») Кутб-уль-Мульк (1470 — 2 сентября 1543) — первый султан Голконды и основатель династии Кутб-шахов (1512—1543).

## Жизнеописание
Происходил из туркоманского племени Кара-Коюнлу. Сын Увайс-Кули-бека и Марьям-ханум. Увайс-Кули-бек был сыном Пир-Кули-бека и правнуком Кара Искандара, сына основателя государства Кара-Коюнлу — Кара-Юсуфа. Его мать Марьям-ханум была дочерью Малика Салеха из Хамадана и потомком Джаханшаха. Султан-Кули Кутб-шах эмигрировал в Дели с некоторыми из своих родственников и друзей, в том числе его дяди Аллах Султан-Кули бека в начале XVI века. Позднее Султан-Кули Кутб-шах переселился В Декан, где поступил на службу к бахманийскому султану.
После распада Бахманийского султаната на пять деканских султанатов Султан-Кули Кутб-шах провозгласил независимость и принял титул Кутб-шаха, а также основал династии Кутб-шахов в Голконде.

## Расширение султаната
Султан-Кули Кутб-шах был современником Кришнадеварайя Тулува и его младшего брата Ачьютадеварайя Тулува из империи Виджаянагар. Султан-Кули захватил крепости в Варангале, Кондапалли, Элуру и Раджамундри, в то время как Кришнадеварайя был занят борьбой с правителем Ориссы. Он победи Ситапати Раджу (известного как Шитаб-хан), правителя Кхаммама, и захватил эту крепость. Султан-Кули Кутб-шах вынудил правитель Ориссы отдать ему территории между устьями рек Кришна и Годавари. Он смог захватить Элуру, Раджамундри и Мачилипатнам, распространив свою власть на прибрежную Андхру. Военная кампания Султан-Кули Кутб-шаха против Кришнадеравайи продолжалась до тех пор, пока первый министр Тиммарасу не разгромил армию Голконды.

## Смерть и преемственность
Султан Голконды Султан-Кули Кутб-шах скончался 2 сентября 1543 года. Его младший сын, Джамшид-Кули Кутб-шах, убил его, когда он возносил свои молитвы. Джамшид также ослепил старшего сына и наследника престола, Кутбуддина, и захватил отцовский престол. Другой его брат, Ибрагим-Кули Кутб-шах, бежал из Голконды в Виджаянагарскую империю.
У Султан-Кули Кутб-шаха было шесть сыновей и четыре дочери.